# Golden Films
Golden Films — американская продюсерская студия, основанная в 1988 году Дайан Эскенази. Студия выпустила множество анимационных фильмов. Самые известные фильмы компании входили в серию «Enchanted Tales», которые изначально распространялись Sony Wonder.

## История
Студия была основана в 1988 году Дайан Эскенази.
В 1990-е годы Golden Films стала известна своими многочисленными анимационной фильмами, предназначенными для домашнего видео, основанными на сказках и историях, которые также одновременно превращались в более бюджетные театральные фильмы другими студиями. Это побудило The Walt Disney Company подать в суд на одного из дистрибьюторов Golden Films после того, как мультфильмы эпохи Ренессанса Диснея оказались в прямой конкуренции с менее дорогостоящими фильмами Golden Films на рынке домашнего видео. Поскольку и Disney, и Golden Films использовали для производства мультфильмов сюжеты сказок и рассказов, находящиеся в общественном достоянии, Disney в конечном итоге проиграла дело.
Одними из таких примеров, когда Golden Films снимала мультфильмы вслед за работами крупных студий, являются Aladdin, Thumbelina, The Little Mermaid, Beauty and the Beast и The Three Musketeers. Эти фильмы были выпущены после или во время производства крупных одноимённых студийных постановок, в том числе «Русалочка», «Красавица и Чудовище» и «Аладдин» Уолта Диснея. Также Golden Films выпускала мультфильмы, основанные на оригинальных историях, в том числе «Великая охота за пасхальными яйцами», «Король джунглей», «Легенда об Атлантиде» и «Тайное сокровище Мачу-Пикчу».

## Производство
Продукция Golden Films распространяется различными дистрибьюторами. В США к дистрибьюторам относятся Sony Wonder, Hallmark и GoodTimes Entertainment. Международные дистрибьюторы включают Grupo Planeta и Polygram Video. В некоторых выпусках в Великобритании британские актёры озвучивания дублируются, заменяя оригинальные американские голоса. Их распространяли Universal Pictures UK совместно с Tartan Video и VCI.